# تفجيرات فبراير 2013 في دمشق
تفجيرات فبراير 2013 في دمشق هي سلسلة تفجيرات وقعت في 21 فبراير (شباط) 2013 في دمشق في سوريا خلال الحرب الأهلية السورية عندما تم تفجير سلسلة من السيارات المفخخة وتسببت في مقتل 83 شخصًا. كان أكبر هذه الفتجيرات وأخطرها التفجير الذي وقع بالقرب من مقر حزب البعث السوري الحاكم والسفارة الروسية في سوريا، والذي أسفر عن مقتل ما لا يقل عن 60 شخصًا، وكان معظم الضحايا من المدنيين ومن بينهم أطفال.
نفذ ثلاثة انتحاريون التفجيرات الثلاثة بشكل مُنسق، فقد وقع التفجير الأول حوالي الساعة العاشرة صباحًا، في حي المزرعة الواقع في وسط العاصمة السورية دمشق، عندما فجّر رجل نفسه بسيارته المفخخة بالقرب من مدخل مقر حزب البعث السوري والذي لا يبعد كثيرًا عن مقر السفارة الروسية في سوريا. كما أعقب هذا الانفجار سقوط قذيفتي هاون على مقر هيئة الأركان العامة للقوات المسلحة السورية في حي الأمويين. وفي اليوم نفسه، وقع تفكير آخر في منطقة برزة الواقعة في شمال دمشق، حيث قام انتحاريان آخران يقود كل منهما سيارة محملة بالمتفجرات، بتفجير نفسيهما بالقرب من موقعين أمنيين، واستهدف أحدهما الفرع 211 لأمن المخابرات السورية.

## المسؤولين عن التفجيرات
لم تُعلن أي جهة مسؤوليتها رسميًّا عن تفجيرات فبراير (شباط) 2013 في دمشق، غير أن وكالة الأنباء العربية السورية اتهمت الميليشيات التابعة للمعارضة السورية بالوقوف وراء الحادث، بينما أدان الائتلاف الوطني لقوى الثورة والمعارضة السورية الهجوم واستنكر كافة الأعمال الإجرامية المشينة، ولكنه لم يتهم النظام السوري بتنفيذ الهجوم.

## الخسائر البشرية
كانت تفجيرات فبراير (شباط) 2013 في دمشق هي الحادث الأكثر دموية منذ اندلاع الحرب الأهلية في سوريا.[بحاجة لمصدر] وبحسب المرصد السوري لحقوق الإنسان، فقد خلفت التفجيرات ما لا يقل عن 83 قتيلاً بينهم 47 مدنيًا و36 عسكريًّا، وأكثر من 200 من المُصابين. قُتل ما لا يقل عن 61 شخصاً من هؤلاء الضحايا في تفجير حي المزرعة، وكان من بينهم 17 عنصرًا من قوات الأمن، في حين خلفت الانفجارات التي وقعت في برزة ما لا يقل عن 22 قتيلًا كان من بينهم 19 عسكريًا وثلاثة من المدنيين. على الرغم من ذلك فقد أعطى الأخضر الإبراهيمي، الوسيط الدولي لسوريا، في اليوم التالي للهجوم إحصائيّات أعلى لأعداد ضحايا التفجيرات، وذكر أن ما لا يقل عن 100 شخص قتلوا في هذه التفجيرات بينما أصيب 250 آخرين.